# Overmanův přesmyk
Overmanův přesmyk je organická reakce, kterou lze popsat jako variantu Claisenova přesmyku spočívající v reakci allylových alkoholů, při níž vznikají allyltrichloracetamidy přes imidátové meziprodukty. Objevil jej Larry Overman v roce 1974.
Tento [3,3]-sigmatropní přesmyk je diastereoselektivní a k jeho provedení je třeba reakční směs zahřívat nebo přidat rtuťnaté či palladnaté soli jako katalyzátory. Vzniklé allylaminy je možné přeměnit na řadu různých chemicky a biologicky významných přírodních i umělých aminokyselin (jako je (1-adamantyl)glycin).
Overmanův přesmyk může být také součástí asymetrických syntéz.